# Lycosa patagonica
Lycosa patagonica là một loài nhện trong họ Lycosidae.
Loài này thuộc chi Lycosa. Lycosa patagonica được Eugène Simon miêu tả năm 1886.